# Berthold Mayr
Berthold Mayr (* 1. Oktober 1925 in Gurten; † 19. März 2015) war ein österreichischer Theologe, Priester, Historiker, Germanist, Pädagoge und Medienpfarrer.

## Leben
Berthold Mayr gehörte ab 1946 der Ordensgemeinschaft der Mariannhiller Missionare an und war lange Zeit deren Provinzial. Ab 1970 war er im ORF-Radio und -Fernsehen als Medienpfarrer aktiv. Er war einer der ersten Priester, die im Radio und Fernsehen Sendungen gestaltet und kommentiert haben. Zu den zahlreichen von ihm gestalteten Beiträgen gehören die Sendungen Christ in der Zeit und Fragen des Christen sowie Morgenbetrachtungen – Gedanken für den Tag und Fernsehpredigten.
Von 1957 bis zu seiner Pensionierung 1990 war er als Religionslehrer am Brucknergymnasium in Wels tätig. Während dieser Zeit und darüber hinaus bis 1996 leitete er das von ihm gegründete Internat St. Berthold seines Ordens in Wels.

## Auszeichnungen
- 2005: Kulturmedaille des Landes Oberösterreich[4]